# VAST
V.A.S.T. (Kürzel für Visual Audio Sensory Theater) ist eine US-amerikanische Band, die von Jon Crosby, einem Musiker aus Los Angeles, gegründet wurde. Jon ist der Sänger, Gitarrist und Songwriter der Gruppe. Die Stilrichtung der Musik ist Pop-Rock/Independent, wobei diese Mainstream-Musik mit einigen originellen elektronischen Einspielungen, wie zum Beispiel Mönchs-Gesängen, Geigen oder ganzen Orchestern ergänzt wird.

## Biografie
Crosby gründete die Band im Alter von 16 Jahren mit einem Rhythmussequenzer und einem Bassisten. Die ersten Livekonzerte von VAST enthielten Elemente aus Musik und Performance Art, unterstützt von großen Monitoren und anderen visuellen Effekten.
Die Band feierte ihre ersten Erfolge, als eine lokale Radiostation ihre Demobänder in die Rotation aufnahm. Crosby schickte daraufhin die Tapes an mehrere Plattenfirmen in New York und unterschrieb schließlich einen Vertrag bei Elektra Records. Die Gruppe wurde kurzfristig durch Thomas Froggatt, Steve Clark und Rowan Robertson vervollständigt. Nachdem sie durch Amerika getourt waren, erschien 1998 ihr selbstbetiteltes Debütalbum. Anschließend begannen sie mit den Aufnahmen des Nachfolgers Music for People, das 2000 auf den Markt kam. Robertson verließ die Band vor dessen Fertigstellung, um sich einer Solokarriere zu widmen und wurde durch Justin Cotta ersetzt. Das neue Quartett begab sich auf eine weitere US-Tournee, doch 2001 entschlossen sich Clark und Cotta, zusammen eine neue Formation zu gründen und kehrten VAST den Rücken.
Das nächste VAST-Album Nude erschien im Februar 2004 und zwei Monate später war die Band schon wieder auf den Bühnen der USA unterwegs, erneut mit veränderter Musikeraufstellung. Gegen Ende 2003 hatte Crosby sein eigenes Musiklabel "2Blossoms Records & Media" gegründet, und nach der Tour zu Nude von 2004 wurde das Doppelalbum "Turquoise and Crimson" auf den Markt gebracht. Danach erschienen noch zwei weitere Platten: A Complete Demonstration (2005), eine Zusammenstellung unveröffentlichter Demosongs, und eine Liveaufnahme mit dem Titel Live at CBGBs aus dem Jahre 2006.
Das Studioalbum April wurde im Mai 2007 als Download veröffentlicht. Weiterhin gibt es diese jetzt auch in limitierter Auflage auf CD. Im Juni 2009 folgte das neue Album Me and You, welches vorher bereits als Download erhältlich war. Es enthält einige Lieder von Jon Crosbys 2008 verfolgtem Soloprojekt und den Alben Generica I-V.
Flames vom Debütalbum Visual Audio Sensory Theater lief 2004 im Film Sommersturm und ist ebenso auf dem Soundtrack zu finden.
Das Lied Touched vom Debütalbum Visual Audio Sensory Theatre lief 2009 zur musikalischen Untermalung des gemeinsamen Catwalks aller Teilnehmerinnen der 4. Staffel von Germany’s Next Topmodel in der Finalsendung. Dies verhalf der Single elf Jahre nach ihrem Erscheinen zum erstmaligen Charteinstieg. In den Downloadcharts belegte der Song sogar Platz 11.
Pretty When You Cry aus dem Album Visual Audio Sensory Theatre lief 2010 im Kinotrailer von Wir sind die Nacht sowie in dem Film und ist ebenso auf dem Soundtrack zu finden.
Im Frühjahr 2013 meldete sich Jon Crosby mit einem Fundraiser-Projekt zurück, bei dem ihn jeder finanziell bei der Arbeit am neuen Album unterstützen kann. Die vorläufigen Demoversionen werden seit Oktober öffentlich zur Verfügung gestellt und die Fans können in wöchentlichen Umfragen mitentscheiden, welche Songs auf der neuen Platte veröffentlicht werden.

## Diskografie

### Alben
- Visual Audio Sensory Theater, 1998.
- Music for People, 2000.
- Turquoise, 2003 (Download)
- Crimson, 2003 (Download)
- Nude, 2004.
- Turquoise & Crimson, 2004 (beide Downloads plus Bonustracks auf CD)
- A Complete Demonstration, 2005 (Download, limitierte Auflage auf CD)
- Live at CBGB's, 2006 (Download)
- April (Online-Version), 2006 (Download)
- Seattle 2007 (Live), 2007 (Download)
- April, 2007 (Download, limitierte Auflage. auf CD)
- Me and You, 2009 (Download, CD)
- Making Evening and Night, 2013 (Doppel-CD-Album)

### Singles
- Touched, 1998 (CD, 7inch)
- Pretty When You Cry, 1998 (CD, 7inch)
- Free, 2000 (CD, 7inch)
- I Don't Have Anything, 2000 (CD)
- Thrown Away, 2004 (Download)

### EPs
- Relay EP, 2008 (Download, limitierte Auflage. auf CD) als VAST presents BANG BAND SIXXX
- Work in Progress 1-4, 2013 (Download) Demoversionen der Songs vom neuen Fundraiser-Album